# Геофізичні дослідження
Геофізи́чне дослі́дження — систематичне наукове дослідження геофізичних просторових даних. Має значну кількість додатків в практичній геології, археології та інженерній справі. Розроблені унікальні методи і спеціалізована термінологія.
При вивченні підземних вод та вишукуваннях під інженерні споруди геофізичні методи застосовуються з кінця 20-х років. Геофізичні дослідження проводяться для пошуку джерел водопостачання, термальних вод, для дослідження гідрогеологічного режиму родовищ корисних копалин, для гідромеліоративних вишукувань.
При будівництві споруд геофізичні методи застосовуються при проектуванні інженерних споруд, в процесі будівництва і при режимних спостереженнях.
У зазначених областях геофізичні методи вирішують завдання створення геофізичної моделі умов залягання гірських порід, вивчення їх властивостей і стану, визначення динамічних характеристик і властивостей підземних вод, дослідження змін з плином часу в результаті діяльності людини.
Геофізичні дослідження можуть проводиться в аеро- і космічному варіантах, з поверхні землі, у водному середовищі, на акваторіях, у свердловинах і в гірських виробках.

## Методи і області їх застосування
- Основним методом вивчення умов залягання гірських порід, оцінки мінералізації підземних вод та особливостей їх фільтрації є електророзвідка.
- При будівництві великих споруд використовується сейсмічна розвідка, яка дає надійні відомості про становище геологічних тіл і про їх фізико-механічні властивості, що враховуються при проектуванні та будівництві.
- Методи скважних геофізичних досліджень включають спеціальні спостереження за динамічними параметрами фільтраційних потоків, властивостями і станом масивів гірських порід.
- Ядерно-фізичні методи використовуються при вивченні водно-фізичних і фізико-механічних властивостей ґрунтів.
- Термометрія має велике значення при вивченні термальних вод і дослідженнях, проведених в областях розвитку багаторічної мерзлоти.

Шельфи морів і океанів, поряд з озерами і ріками є областю вивчення. Сейсмоакустичні методи, електророзвідка, а також гамма-дослідження і термометрія вирішують це завдання.

## Геофізичні спостереження
У зв'язку з тим, що інженерно-геологічна зона (об'єкт досліджень) безперервно змінює свій стан з плином часу, тобто відбуваються зміни фізико-механічних властивостей ґрунтів і матеріалів, порушується динаміка і хімізм підземних вод, змінюються електричні та термічні поля пружних коливань, виникає необхідність вивчати ці зміни. З цією метою проводяться режимні геофізичні спостереження, при яких дотримується незмінність точок, а проміжки часу між спостереженнями і циклами спостережень вибираються залежно від швидкості протікання досліджуваного процесу. На підставі кореляції можна отримати відомості, необхідні для прогнозування фізико-геологічних, інженерно-геологічних і гідрогеологічних процесів.
Геофізичні дослідження при інженерно-геологічних вишукуваннях виконуються на всіх стадіях (етапах) вишукувань у поєднанні з іншими видами інженерно-геологічних робіт. Геофізичні методи дозволяють визначити склад і потужність пухких четвертинних відкладів, виявляється літологічна будова масиву гірських порід, тектонічних порушень і зон підвищеної тріщинуватості і обводнення, визначаються глибини залягання рівнів підземних вод, водотривів і напрямки руху потоків підземних вод, гідравлічних параметрів ґрунтів і водоносних горизонтів, визначити склад, стан і властивості ґрунтів у масиві та їх зміни, виявити і вивчити геологічні та інженерно-геологічні процеси, провести моніторинг небезпечних геологічних та інженерно-геологічних процесів, сейсмічне мікрорайонування території.
Методи геофізичних досліджень та їх склад визначаються залежно від розв'язуваних завдань і конкретних інженерно-геологічних умов.
Найбільш ефективно геофізичні методи досліджень використовуються при вивченні неоднорідних геологічних тіл (об'єктів), коли їх геофізичні характеристики істотно відрізняються один від одного.

## Організація досліджень та інтерпретація результатів
Визначення обсягів геофізичних робіт (кількості і системи розміщення геофізичних профілів і точок) визначається залежно від характеру розв'язуваних завдань (з урахуванням складності інженерно-геологічних умов).
Для забезпечення достовірності і точності інтерпретації результатів геофізичних досліджень проводяться параметричні вимірювання на опорних (ключових) ділянках, на яких здійснюється вивчення геологічного середовища з використанням комплексу інших видів робіт (буріння свердловин, проходки шурфів, зондування, з визначенням характеристик ґрунтів в польових і лабораторних умовах).
Для вивчення стану ґрунтів під фундаментами будівель і споруд, а також проведення локального моніторингу змін їх стану в часі в поєднанні з методами геофізичних досліджень можуть бути використані газово-еманаційні методи, що забезпечують незалежність результатів вимірювань від електричних і механічних перешкод, що існують на забудованих територіях і утрудняють проведення вимірювань іншими геофізичними методами. Газово-еманаційні методи, засновані на просторово-часовому зв'язку полів радіоактивних і газових еманацій, поєднують з межскважним сейсмоакустичним просвічуванням ґрунтів під фундаментами будівель і споруд з метою оцінки можливої зміни їх фізико-механічних характеристик.

## Геофізичні методи дослідження і апаратура
Серед геофізичних методів дослідження виділяють шість основних геофізичних методів: електрометрію, сейсмометрію, ядерні методи, термометрію, магнітометрію та гравіметрію. На практиці під час інженерно-геологічних вишукувань головну роль відіграють електрометрія (електророзвідка) і сейсмометрія (сейсморозвідка). 
Геологічні методи застосовуються під час проведення спостережень як на земній поверхні, так і у бурових свердловинах. Дослідження геофізичними методами можна проводити у різноманітних гірських виробках, а також у лабораторних умовах на зразках гірських порід і в пробах підземних вод.
Інженерно-геофізичні дослідження проводяться, головним чином, за допомогою стандартної апаратури, яка серійно випускається промисловістю.

### Апаратура

#### Електророзвідувальна апаратура
Зараз під час інженерно-геологічних досліджень найширшого застосування набули методи електророзвідки постійним та низькочастотним змінним струмом, значно менше використовується високочастотна електророзвідка.
Найпоширенішим електророзвідувальним приладом є електронний стрілочний компенсатор ЕСК-1. Він призначений для вимірювання різниці потенціалів між приймальними електродами і силою струму живлячої лінії. ЕСК-1 сконструйований за автокомпенсаційною схемою. 
Для вивчення порід на невеликих глибинах, з якими доводиться мати справу в інженерній геології, використовуються також електророзвідувальний потенціометр ЕП-1, апаратура низької частоти АНЧ-1 та вимірювач удаваних опорів ВУО-50.
Для лабораторних вимірювань застосовуються як згадані вище електророзвідувальні вимірювальні прилади, так і різна електрорадіотехнічна апаратура. 

#### Сейсмічна, акустична та ультразвукова апаратура
Польові сейсмічні спостереження проводяться за допомогою сейсмічних станцій – комплексів спеціальної апаратури, призначеної для запису пружних коливань, штучно створених за допомогою удару чи вибуху.
Існують одно-, дво- та багатоканальні станції. Причому під сейсмічним каналом розуміється сукупність сейсмоприймача, підсилювача та гальванометра. До комплексу багатоканальної сейсмостанції входять: 
– сейсмостанція, у складі якої є блоки підсилювачів, панель управління та реєструючий пристрій (осцилограф у станціях із прямим записом і магнітний регістратор у станціях із магнітним записом);
– сейсмоприймачі, які сприймають пружні коливання і перетворюють їх в електричні імпульси;
– джерела живлення;
– допоміжне обладнання (дроти з’єднання, котушки, телефони, вибухові машинки та інструмент).
За своїми параметрами для інженерно-геологічної сейсморозвідки найбільш підходить 24-канальна станція СС-24П (ПСЛ-2), змонтована на автомашині. Ця станція є єдиною з багатьох станцій, яку можна переносити й вручну, оскільки вона виготовлена у вигляді окремих блоків вагою до 30 кг кожний.
Одно- і двоканальні сейсмічні станції відрізняються від багатоканальних своєю портативністю (вага усього комплексу не перевищує 20–30 кг) і простотою організації робіт у польових умовах. Випускається одноканальна установка під маркою ОСУ-1. Інформація, яку одержують за допомогою цих станцій, дещо поступається за своєю якістю тій, яка може бути одержана за допомогою багатоканальних станцій, проте такі установки з успіхом використовуються для детального розчленування донних відкладів під час проведення пошуків на морських і прісноводних акваторіях під час будівництва портів, молів, мостів та ін. Станція розрахована на роботу методом відбитих хвиль за одноканальним варіантом. Реєстрація пружних імпульсів відбувається автоматично за безперервного пересування судна.
Ультразвукова апаратура призначена для вимірювання швидкостей розповсюдження пружних коливань у зразках гірських порід на частотах до десятків кГц. Вимірювання здійснюються за допомогою сейсмоскопів (ІПА-59), які можна використовувати як у лабораторних, так і в польових умовах. До комплекту ІПА-59 входять: сейсмоскоп, п’єзоелектричний датчик та приймач пружних коливань, а також приставка для фотографування хвильового процесу з екрану електронно-променевої трубки. Визначення швидкостей зводиться до вимірювання часу проходження пружних імпульсів у точку з відомою відстанню від випромінювача.

#### Каротажна апаратура
Під час геофізичних досліджень свердловин, пробурених для вирішення інженерно-геологічних задач, можуть застосовуватися як переносні прилади, які використовуються під час наземної геофізичної розвідки, так і спеціальні каротажні станції, що застосовуються під час обстеження гірських порід у свердловинах. 
Для електричного, ядерного та термічного каротажу у свердловинах глибиною до 250 м застосовується серійна автоматична каротажна станція АКС-250, змонтована на шасі легкового автомобіля-позашляховика.
У неглибоких бурових свердловинах інколи вимірювання проводиться в окремих точках за допомогою звичайних електророзвідувальних приладів ЕСК-1, ЕП-1 та ін. 
Апаратура діелектричного каротажу (ДК-1) складається із свердловинного приладу та пульта управління. У свердловинному приладі знаходиться спеціальний конденсатор, який є частиною коливального контуру генератора. За зміни діелектричних властивостей оточуючих порід змінюються ємність конденсатора (і, відповідно, частота генерації) та амплітуда коливань генератора. За таким же принципом, як і ДК-1, побудовано інші прилади для визначення природної вологості та пористості пухких ґрунтів. Датчиком поля слугує конденсатор-зонд спеціальної конструкції, занурений у свердловину (шурф) або безпосередньо заглиблений у ґрунт.
Під час термічних досліджень у свердловинах вимірюються зміни температури геологічного середовища. При цьому найчастіше застосовують електричні термометри різних марок (ЕТС-2, ЕТМІ, ЕТО та ін.) з термочутливими та нечутливими до температури елементами. За зміни температури з’являється різниця між електричним опором термочутливих та нечутливих елементів і виникає різниця потенціалів. Для одержання термограм застосовуються як точкові заміри температури (особливо в шпурах), так і безперервна її реєстрація за допомогою будь-якої каротажної станції. 
За способом збудження пружних коливань на їхніх переважних частотах розрізняють сейсмічний, акустичний та ультразвуковий каротаж. 
Сейсмічний каротаж виконується звичайною польовою апаратурою. Пружні коливання сейсмічного діапазону частот збуджуються вибухами поблизу устя або забою свердловини. Під час акустичного каротажу збудження пружних хвиль здійснюється за допомогою високовольтних розрядів у заповнених водою свердловинах. Частоти коливань генерації вимірюються одиницями кГц. Для прийому хвиль застосовуються групи сейсмоприймачів або одиночний сейсмоприймач, який послідовно переміщується по стволу свердловини. Для проведення ультразвукового каротажу використовується установка ІПА-59, комплекс якої доповнюється свердловинним зондом, або каротажна установка УЗК-2 (чи подібні прилади).